# محمد باقر شیخ زاده
محمد باقر شیخ‌زاده (زاده: ۱۳۳۸، کابل) سیاست‌مدار افغانستانی و نماینده مردم کابل در دوره پانزدهم مجلس نمایندگان افغانستان است.

## زندگی‌نامه
محمد باقر شیخ زاده متولد ۱۳۳۸ در منطقه چنداول شهر کابل افغانستان است. وی دارای مدرک تحصیلی لیسانس است.

## دیگر فعالیت‌ها
- مبلغ.[۱]
- معلم در لیسه/دبیرستان نادریه.[۱]
- رئیس هیئت صلح در جنگ‌های کابل.[۱]